# Tahoua
Tahoua – miasto w południowym Nigrze. Liczba mieszkańców w 2013 roku wynosiła około 113 tys.